# Блатна астрилда
Блатната астрилда (Estrilda paludicola) е вид птица от семейство Estrildidae.

## Разпространение
Видът е разпространен в Ангола, Бурунди, Габон, Етиопия, Замбия, Демократична република Конго, Република Конго, Кения, Руанда, Судан, Танзания, Уганда, Централноафриканската република и Южен Судан.